# Kennethia
Kennethia is een geslacht van kreeftachtigen uit de klasse van de Ostracoda (mosselkreeftjes).

## Soort
- Kennethia major Méhes, 1939